# Refuge des 11
Le refuge des 11 (en russe : Приют 11, priyout 11) est un ancien refuge de montagne situé à une altitude de 4 130 mètres sur la face sud-est du mont Elbrouz, dans le massif du Caucase, en Russie. Construit en 1938 et inauguré l'année suivante, il accueille pendant 60 ans les alpinistes avant d'être détruit le 16 août 1998 par un incendie d'origine accidentelle.

## Origine du nom

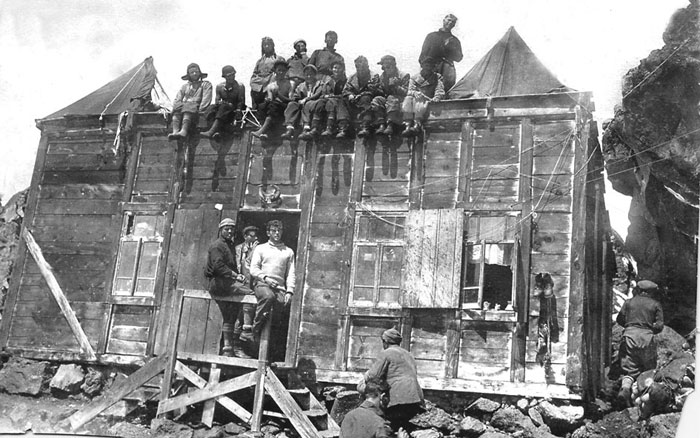
La cabane de bois de Rakovski, en 1932.

L'endroit où s'est élevé le refuge des 11, a été nommé en 1909. Cette année-là, un groupe de onze alpinistes de la Société alpine du Caucase (ru), basée à Piatigorsk, engagé dans l'ascension de l'Elbrouz établit un camp temporaire près de la crête rocheuse, où sera par la suite construit le refuge des 11. Le groupe qui emportait une petite quantité de peinture afin de laisser une inscription commémorative au sommet de Elbrouz, inscrit sur les rochers « refuge 11 » pour marquer l'endroit où ils avaient installé leur camp. Vingt ans plus tard, à l'été 1929, le grimpeur russe V. Rakovski construit sur ces rochers une cabane en bois renforcée d'armatures en fer portant l'inscription « refuge des 11 ». Le bâtiment était assez spacieux pour accueillir jusqu'à 40 personnes.

## Histoire

### La construction du refuge
La personne à l'origine du projet et de la construction du refuge est l'ingénieur et alpiniste Nikolaï Mikhaïlovitch Popov. Il imagine les plans d'un refuge de trois étages, pouvant accueillir jusqu'à 100 personnes. L'endroit retenu pour la construction de ce nouveau refuge est situé juste au-dessus de la cabane de Rakovski.
La construction du refuge commence au début du printemps. Entre le « camp de Glace » (à 3 680 m) et le refuge des 11 des ponts sont construits pour permettre au matériel de construction de franchir les crevasses. L'acheminement du matériel se faisait tôt le matin, avant que le soleil ne fasse fondre la neige et la glace. À la fin de l'automne 1938, la construction du bâtiment, les installations électriques et le système de chauffage au diesel étaient terminées. L'aspect extérieur du bâtiment rappelle celui d'un ballon dirigeable. Son toit métallique est arrondi pour résister à de puissants vents et aux tempêtes. Pour améliorer l'isolation du vent, les murs sont recouverts d'une plaque d'acier galvanisé. Le refuge a une forme ovale, il s'élève sur trois étages : le premier est construit en pierres, alors que les deux derniers étages sont construits avec des armatures en bois. Les travaux d'isolation de l'intérieur du refuge se poursuivent pendant l'hiver 1938, jusqu'à ce que les températures glaciales obligent les ouvriers à redescendre. L'année suivante, en 1939, les travaux sont terminés et le refuge accueille les premiers visiteurs à l'automne.

### Capacité d'accueil
Le refuge des 11 a, pendant de nombreuses années, le statut de plus haut refuge de montagne d'Europe. Au rez-de-chaussée était situé un espace cuisine, une salle de stockage et de douche. Les deuxième et troisième étages étaient réservés aux couchages. Les chambres étaient équipées de lit superposés repliables de type de « wagon », chaque chambre avait une capacité de 2 à 8 personnes. Des casiers avaient été installés pour le stockage des biens et des équipements personnels. Les murs et les plafonds ont été décorés de papier peint, le sol était recouvert d'un parquet verni. Des lustres illuminaient les pièces. Le refuge était doté d'une système de chauffage central, ainsi que d'un approvisionnement en eau et d'un système d'assainissement. Il est surnommé le « Kremlin du plateau » et disposait même d'une baignoire (détruite pendant la Seconde Guerre mondiale). La salle à manger spacieuse, située au deuxième étage, avait une capacité de 50 personnes en même temps. Confortable pour l'époque, le refuge est surnommé par ses premiers visiteurs l'« hôtel au-dessus des nuages ».

### Seconde Guerre mondiale

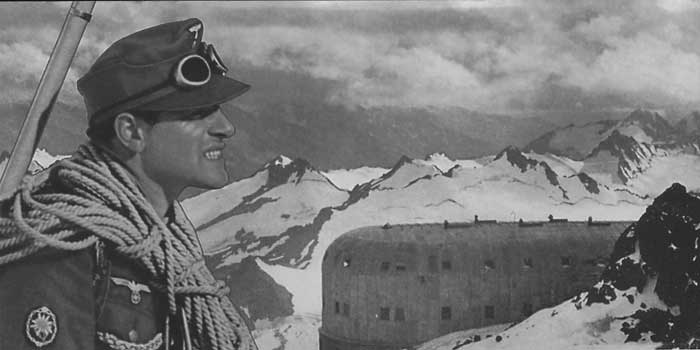
Un soldat de la division « Edelweiss » allemande devant le refuge des 11.

Le 17 août 1942, la 1re division de montagne allemande (surnommée division « Edelweiss ») gagne les environs de l'Elbrouz après avoir franchi la col de Hotou-Taou (ru), sous le commandement du capitaine Groth, et prend possession du refuge des 11 sans combattre,. Ce jour-là, seules trois personnes étaient présents dans le refuge : le responsable de la station météorologique de l'Elbrouz, le météorologue Kovalev, sa femme, et l'opérateur radio J. Koutcherenko. Les météorologues continuent à travailler à la station, étant donné qu'aucun ordre n'avait été reçu de Piatigorsk. Au même moment, un groupe de trois éclaireurs soviétiques se trouvaient dans la vallée de Baksan, ils avaient été envoyés par le commandement des unités soviétiques stationnées à cette époque dans la vallée. Le passage des colonnes allemandes est remarqué par ces éclaireurs, ainsi que par 10 alpinistes présents dans la zone.
Compte tenu de la disparité des forces, les personnes présentes dans le refuge décident de redescendre dans la vallée de la Baksan, emportant avec eux le matériel le plus précieux. Sous le couvert de nuages, en contournant le refuge « Stari Krougozor » (3 000 m), ils descendent sans être détectés jusqu'à Azau. Selon la version allemande des événements, sérieusement mise en doute, le refuge était défendu par un détachement de chasseurs de montagne kirghizes sous commandement soviétique composé de 45 membres. Le commandant des troupes allemandes, le capitaine Grotto, serait monté, sans armes et avec un mouchoir blanc à la main, au refuge et aurait persuadé ses occupants de partir. Quoi qu'il en soit, le refuge est occupé par les Allemands, sans combats.
Après avoir pris le refuge, les soldats allemands réalisent l'ascension du mont Elbrouz et plantent le drapeau nazi au sommet. La propagande nazie a utilisé cet événement symbolique, comme une manifestation de la victoire dans le Caucase. Cependant, le Caucase n'a pas été entièrement conquis. Presque tous les cols du massif principal du Caucase ont été défendus avec succès par les troupes soviétiques, permettant de priver les Nazis d'accès à la mer Noire. Par la suite, les troupes soviétiques tentent de déloger les Allemands du refuge des 11 à plusieurs reprises. Cependant, la position du refuge étant favorable à la défense, les troupes allemandes résistent et plusieurs centaines de soldats soviétiques sont tués en essayant de le reprendre.
Après la défaite des forces allemandes à la bataille de Stalingrad, la situation sur le front du Caucase change de manière radicale. Les troupes soviétiques menaçant de les prendre en étau, les troupes allemandes sont contraintes de quitter le Caucase. Les 10 et 11 janvier 1943, les unités d'infanterie de montagne allemandes quittent le refuge des 11 et redescendent dans la partie supérieure de la vallée de la Baksan.
Un groupe d'alpinistes soviétiques de 20 personnes, sous la direction de M. Gousev, qui avait combattu dans le Caucase, se rend au refuge des 11 le 9 février 1943 afin d'exécuter l'ordre du commandement du Front transcaucasienne d'enlever les drapeaux nazis du sommet de l'Elbrouz. Ils trouvent le refuge endommagé par les bombes, sa façade criblée de balles, des éclats d'obus, le toit gondolé et la station électrique fonctionnant au diesel démolie par des frappes aériennes. La station météorologique avait été détruite par les Allemands. Le bâtiment est partiellement rempli par la neige, le cadre en bois du bâtiment ayant été éventré. Les rochers autour de l'abri ont été dispersés, et les munitions et les armes rendues inutilisables. Les magasins avaient été incendiés où inondés avec du kérosène.
Les drapeaux nazis sont retirés du sommet occidental le 13 février et du sommet oriental le 17 février.

### Le refuge après-guerre

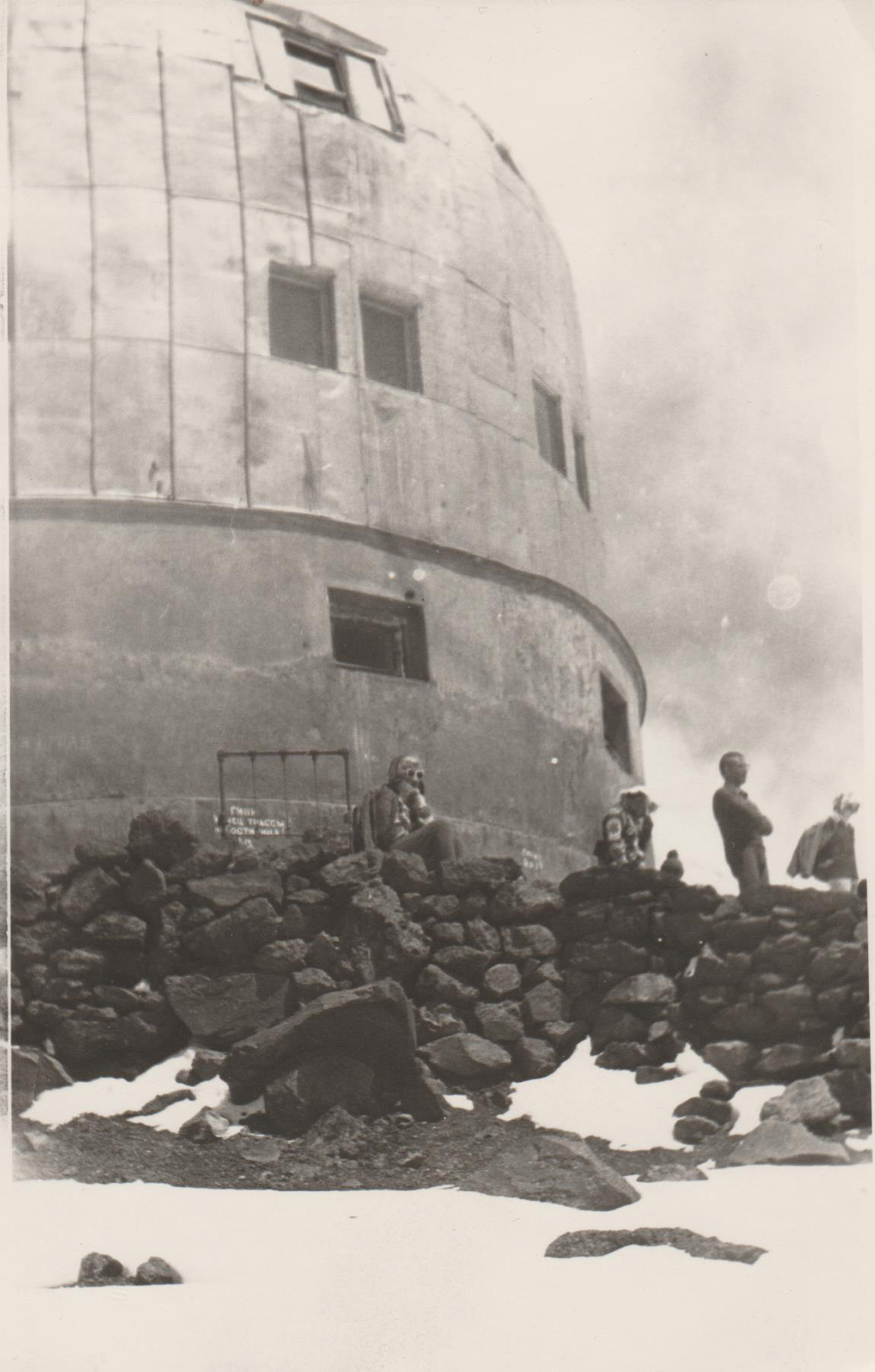
Le refuge des 11 dans les années 1970.

En 1949, le refuge des 11 est loué pour cinq ans par l'Académie des sciences de l'Union soviétique (ru). La même année, le route entre Terskol et le camp de Glace, qui avait été détruite pendant la guerre par des glissements de terrain et des avalanches, est reconstruite. Dans le même temps, l'Académie des sciences commence à restaurer le refuge des 11 et le camp de Glace. La réparation et la reconstruction du refuge des 11 exigent des efforts considérables.
En 1950, le refuge en pierre de « Stari Krougozor », sert de base intermédiaire pour la montée des deux tonnes de matériaux nécessaires à la réparation du refuge des 11. À l'automne 1951, un câble électrique à haute tension est tiré entre Terskol et le refuge des 11. Ce câble en acier de 8-10 millimètres est conçu pour résister aux vents violents. Des relais sont installés sur le glacier pour assurer les transmissions radio. En 1952, la ligne de transmission est détruite en raison du mouvement de la glace en hiver. Certains mâts tombent dans une crevasse du glacier. À l'hiver de 1952, l'Académie des sciences déplace son observatoire du refuge des 11 au camp de Glace, où les marchandises pouvaient être livrées par camions ou véhicules tout-terrains. Cela permettait d'éviter le transport de marchandise coûteux réalisé sur le glacier au moyen de chevaux.
Après la guerre, le refuge des 11 se met à accueillir de nombreux groupes d'alpinistes du monde entier. Au troisième étage, un petit musée est créé.
Le 16 août 1998, un violent incendie ravage le refuge des 11, probablement en raison de violations des règles de sécurité anti-incendie. Le feu a probablement été causé par un touriste tchèque et ses guides russes.

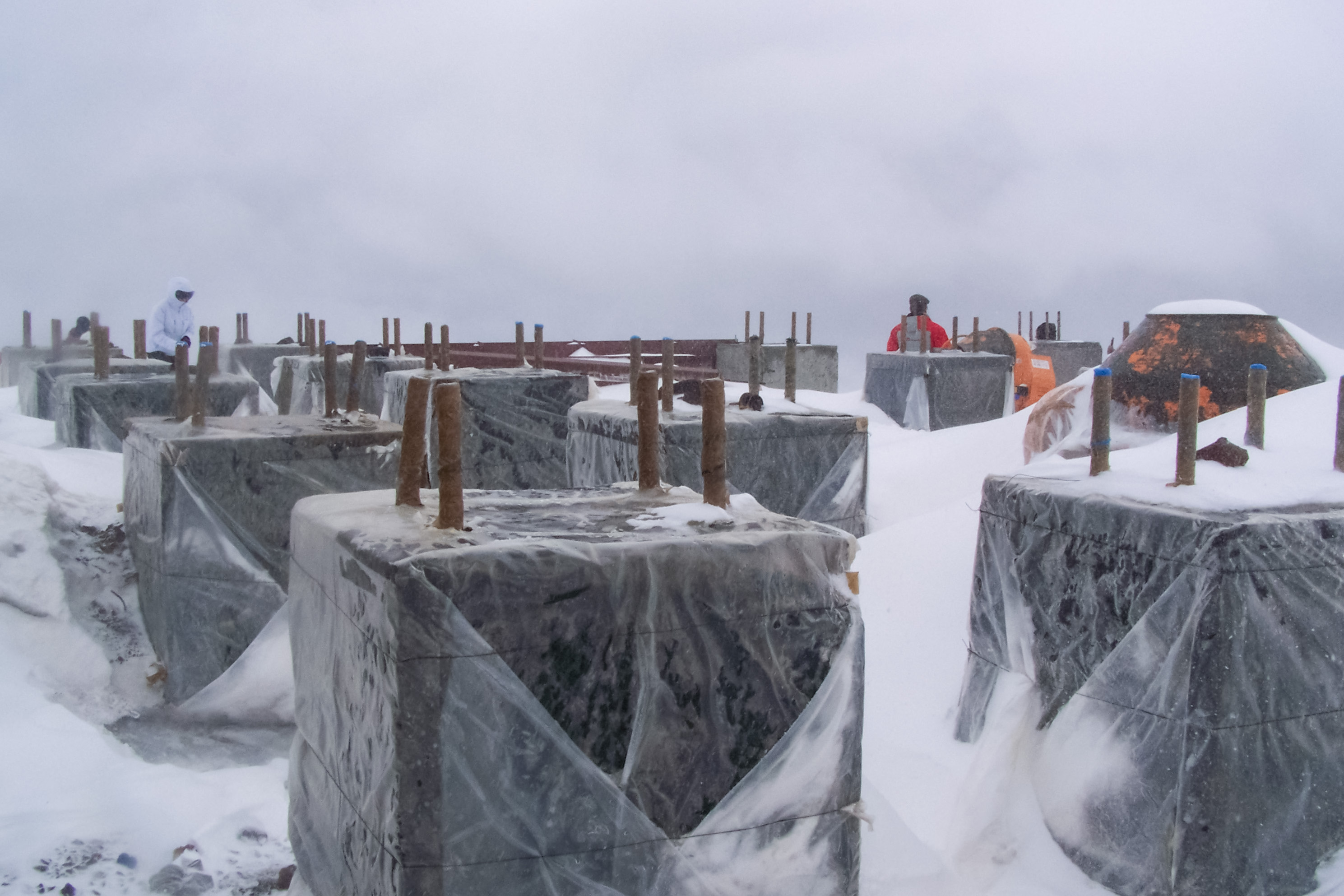
Vue des fondations du refuge Diesel en cours de construction.

En 2001, la construction du refuge Diesel est terminée et les premiers visiteurs sont accueillis. Le nouveau refuge doit son nom au fait qu'il se trouve à l'emplacement de l'ancien générateur d'électricité, fonctionnant au gazole. L'ancien bâtiment a été complètement démantelé.

## Films
Le refuge des 11 apparaît dans plusieurs films et documentaires :
- Kameraden de Edelweiß (Camarades sous le signe de l'edelweiss), dir. Wolfgang Gorter, 1943 ;
- au début et à la fin du film de science-fiction L'Enquête du pilote Pirx de Marek Piestrak, 1979 ;
- Flèches de montagne, 7e épisode de la série Освободители, 2010 ;
- Bataille pour le Caucase, 8e épisode de la série documentaire La Grande Guerre, 2012 ;
- l'incendie qui a détruit le refuge 11 a été filmé par un groupe d'alpiniste. Un témoin affirme que la cause de l'explosion est le mélange d'eau et d'essence dans une casserole. La vidéo de l'incendie est disponible : (ru) [vidéo] « Пожар на Приюте 11. », sur YouTube